# Всемирная выставка (2020)
Экспо-2020 — всемирная выставка, проводимая в Дубае (ОАЭ) в 2021—2022 годах.
Место проведения выставки было определено в результате голосования на генеральной ассамблее Международного бюро выставок (МБВ) 27 ноября 2013 года в Париже. Первоначально выставка должна была проходить в период с 20 октября 2020 года по 10 апреля 2021 года в городе Дубай (ОАЭ). В связи с продолжающейся пандемией COVID-19 она была перенесена на 2021 год, а новые даты были назначены с 1 октября 2021 года по 31 марта 2022 года. Несмотря на то что выставка состоялась в 2021 году, организаторы сохранят название Expo 2020 в целях маркетинга и брендинга, что означает первый раз, когда Всемирная выставка была отложена, а не отменена.

## Параметры
Как Всемирная выставка, она может длиться максимум шесть месяцев и соответствовать широкой универсальной теме, которая применима ко всему человечеству. Прошлые темы универсальных выставок включают «Человек и его мир», Монреаль Экспо 67, «Эпоха открытий», Севилья, Экспо 92 и «Накормить планету, энергия для жизни», Милан Экспо 2015.

## Организация
Основным участком Expo Dubai 2020 будет территория площадью 438 га (1083 акра), расположенная между городами Дубай и Абу-Даби, недалеко от южной границы Дубая с Абу-Даби. Генеральный план, разработанный американской фирмой ХОК, организован вокруг центральной площади под названием Al Wasl, окруженной тремя большими тематическими районами. Каждый из них посвящен одной из подтем Expo 2020 — Возможности, Мобильность и Устойчивость.
Дубай также делает упор на инвестиции в различные сектора, такие как экономический рост, недвижимость, экологические направления и общественные отношения: в последнее время Дубай осуществил крупные инвестиции в недвижимость, а также представил крупнейший в мире проект в области солнечной энергии, который должен был быть запущен к Экспо 2020.
Помимо привлечения инвестиций, государство также стремится уделять внимание общественным отношениям: инициатива «Дубайская программа счастья» включает 16 программ по четырём темам, в которых подводятся итоги 82 проектов, которые должны быть реализованы в Дубае с целью сделать город самым счастливым к 2020 году.
По прогнозам Международного валютного фонда Дубай Экспо 2020 также увеличит рост ВВП страны; организаторы надеются, что она привлечет около двенадцати миллионов иностранных гостей и обеспечит 30 миллиардов евро прибыли.

## Города-кандидаты
- Аюттхая, Таиланд (выбыл досрочно)
- Измир, Турция
- Екатеринбург, Россия
- Сан-Паулу, Бразилия
- Дубай, ОАЭ

После того, как первый город подал заявку в МБВ, у других городов было шесть месяцев, чтобы ответить. В начале 2011 года Измир в Турции и Аюттхая из Таиланда подали заявки в МБВ, открыв шестимесячный период для подачи заявок другими городами. Когда это окно закрылось 2 ноября 2011 года, было пять перспективных городов, причем Дубай сделал вход в последнюю минуту. МБВ проголосовало и выбрало город-организатор 27 ноября 2013 года.
Пять городов первоначально претендовали на место для всемирной выставки в 2020 году, а четыре остались: Дубай, Объединённые Арабские Эмираты; Екатеринбург, Россия; Измир, Турция; или Сан-Паулу, Бразилия. Выставка Expo 2020 станет первой, так как это мероприятие будет проводиться в ближневосточной стране.
Сан-Паулу был исключен из списка после первого тура голосования. Измир был нокаутирован во втором. Екатеринбург проиграл Дубаю в третьем, заключительном туре голосования.

### Дубай Экспо
ОАЭ выбрали тему «Объединяя умы, создавая будущее» с подтемами «Устойчивость, мобильность и возможности».
«В сегодняшнем сильно взаимосвязанном мире обновленное видение прогресса и развития, основанное на общих целях и обязательствах, является ключевым. Хотя женатый человеческий разум, отдельная страна или конкретное сообщество уникальны и примечательны, мы действительно продвигаемся вперед только благодаря совместной работе.» Правитель Дубая шейх Мохаммед бен Рашид Аль Мактум заявил в поддержку заявки.
Всемирная выставка в Дубае в 2020 году будет первой, которая будет проводиться в регионе MENA & SA (Ближний Восток, Северная Африка и Южная Азия). 27 ноября 2013 года, когда Дубай получил право на проведение выставки «Экспо-2020», вспыхнул фейерверк у самого высокого здания в мире, Бурдж-Халифа. Следующий день был объявлен национальным праздником для всех учебных заведений страны. Правитель Дубая пообещал, что в 2020 году Дубай «удивит мир». Ожидается, что проведение всемирной выставки и подготовка к ней приведет к созданию 277 000 новых рабочих мест в ОАЭ, вливанию почти 40 миллиардов долларов в экономику и увеличению числа посетителей как минимум с 25 миллионов до 100 миллионов. Генеральный директор муниципалитета Дубая Хуссейн Насер Лута сказал, что у них самая большая лаборатория в регионе, и они могут легко исследовать новые материалы и технологии, необходимые для строительства. Самая высокая коммерческая башня в мире, которая будет построена в Дубае, в районе Jumeirah Lake Towers, получила название «Бурдж 2020» в честь Всемирной выставки Expo 2020. Хамдан бин Мохаммед Аль Мактум также поднялся на верхний этаж Бурдж-Халифа, чтобы помахать флагом ОАЭ, через несколько дней после победы на Всемирной выставке Expo 2020.

### Екатеринбург Экспо
Российская выставка The Global Mind должна была проходить с 1 мая по 31 октября и была бы второй по величине выставкой (после 2010 года в Шанхае) и призвана «исследовать мировое мнение с помощью семи универсальных вопросов».

### Измир Экспо
Турецкая заявка была посвящена новым путям к лучшему миру/здоровью для всех и продлилась бы с 30 апреля по 31 октября. В октябре 2013 г. для делегатов МБВ был проведен симпозиум «Здоровье для всех», на котором обсуждались вопросы здравоохранения во всем мире.

### Сан-Паулу Экспо
Бразильская выставка под названием «Сила разнообразия, гармония для роста» должна была пройти с 15 мая по 15 ноября и занять площадь в 502 гектара.

## Выбор города
| 154-я Генеральная ассамблея Международного бюро выставок 27 ноября 2013, Париж, Франция |             |         |         |         |
| Город                                                                                   | Государство | Раунд 1 | Раунд 2 | Раунд 3 |
| Дубай                                                                                   | ОАЭ         | 77      | 87      | 116     |
| Екатеринбург                                                                            | Россия      | 39      | 41      | 47      |
| Измир                                                                                   | Турция      | 33      | 36      | -       |
| Сан-Паулу                                                                               | Бразилия    | 13      | -       | -       |
| Воздержались                                                                            | -           | 1       | 1       | 1       |

## Участники
В выставке приняли участие 138 стран и регионов.

### Павильоны
Павильон Литвы площадью 15,5 акра под названием «Openarium» будет находиться в зоне устойчивости и спроектирован MB «Baukas», который выиграл конкурс дизайна среди 11 других участников.
Палестинский павильон разместится между павильонами Саудовской Аравии и ОАЭ и займет 1250 квадратных метров.
Планируемая высота павильона «Россия» — 27 метров, площадь — более 4500 квадратных метров. Его разрабатывают Tchoban SPEECH и Simpateka Entertainment.

## Темы
Выставка будет посвящена теме «Объединяя умы, создавая будущее». На выставке также будут три подтемы: возможности, мобильность и устойчивость, каждая со своим павильоном. Павильон «Возможности» спроектирован AGi Architects,, «Мобильность» — Foster and Partners, а «Устойчивость» — Grimshaw Architects.

### Устойчивость
В районе устойчивости, помимо павильона устойчивости, есть дом Hammour, где исследуются коралловые рифы; районная сцена на 300 мест, а также
Прогулка по водопаду национальный павильон Бразилии,
Поливайте пустыню — Чешской Республики,
Войдите в тропический лес — Сингапура,
Носите самые современные девайсы — Германии,
Войдите в мир миниатюр — Нидерландов.

## Экскурсия по площадке Dubai Expo 2020
Организаторы Expo 2020 пригласили жителей ОАЭ посетить близкую к завершению выставку Expo 2020. Посетители будут садиться в красочные автобусы с логотипом Expo 2020 в различных пунктах отправления по ОАЭ. Поездка на автобусе включает в себя введение в историю Всемирных выставок. На месте гостей высаживают в Центре для посетителей, чтобы они перекусили, а затем проводят для них экскурсию по месту и его культовой архитектуре.

## Подготовка
Секторы туризма и гостеприимства Эмиратов столкнутся с новыми возможностями и проблемами при проведении мероприятия. Наджиб Мохаммад Салех, руководитель отдела исследований в области планирования в муниципалитете Дубая, сказал: «Мы рассмотрели три разных сценария — низкий, средний и быстрый. Мы приняли сценарий среднего роста и ожидаем, что к 2020 году население составит около 2,8 миллиона человек.»
Предстоящая выставка Expo 2020 означает, что большинство отелей премиум-класса будут работать почти на полную мощность до 2021 года. Бенджамин Мур Ближний Восток сейчас сосредоточен на сегменте роскошного гостеприимства ОАЭ. Помогая отелям модернизировать используемые ими краски и покрытия до более долговечных продуктов, одновременно помогая им снизить затраты на техническое обслуживание.
Чтобы повысить осведомленность об интеллектуальной переработке отходов, Expo 2020 организует автобусные туры по всей стране с партнером по утилизации отходов Dulsco.

## Службы неотложной помощи на площадке Expo 2020
В местном центре неотложной помощи есть изолятор, отделение неотложной помощи, машины скорой помощи и вертолеты. Роб Кулинг, вице-президент по охране здоровья, безопасности и окружающей среды на Expo 2020 Dubai, заявил в интервью средствам массовой информации, что имеется оборудование и профилактические меры для управления чрезвычайными ситуациями. Центр оборудован для оказания немедленной помощи и стабилизации в «золотой час». Золотой час в неотложной помощи означает первые 60 минут после травмы или болезни, когда медицинская помощь может быть наиболее эффективной.

## События
В ноябре 2019 года ОАЭ разрешили владельцам паспортов Израиля въезжать в страну во время проведения выставки «Экспо-2020». Израильтянам было разрешено иметь свой собственный павильон на мероприятии и даже посещать страну после этого. В августе 2020 года ОАЭ и Израиль договорились о полной нормализации отношений, заменив предыдущее соглашение.
Ожидалось, что в октябре 2020 года французский люксовый бренд Cartier создаст женский павильон в сотрудничестве с известным юристом-правозащитником Амаль Клуни. Клуни должна была поддержать инициативу, чтобы обсудить роль женщин в обществе и способы решения проблемы гендерного неравенства, отмечая при этом успех женщин.

### Влияние пандемии коронавируса 2020—2021 годов
В 2020 году глобально распространяющаяся пандемия COVID-19 поставила под сомнение Expo 2020 Dubai, так как ожидалось, что в октябре того же года мероприятие соберет почти 25 миллионов посетителей. В марте Совет по правам и свободам Женевы предупредил о злоупотреблениях и эксплуатации рабочих-мигрантов в Объединённых Арабских Эмиратах. В то время как остальная часть страны была заблокирована из-за распространения коронавируса, мигранты продолжали работать на Expo 2020. Совет Женевы осудил «дискриминационное обращение с рабочими-мигрантами», призвав ВОЗ побудить ОАЭ обеспечить их здоровье и безопасность.
30 марта 2020 года МБВ сообщила, что расследует вопрос о переносе всемирной выставки. Событие, которое потребует согласия большинства в две трети от годового общего собрания МБВ. 4 апреля 2020 года МБВ объявило, что 21 апреля состоится заседание исполнительного комитета, на котором будет обсуждаться предложение о проведении выставки в период с 1 октября 2021 года по 31 марта 2022 года. Для окончательного решения потребуется большинство в 2/3 голосов членов МБВ.
21 апреля исполнительный комитет единогласно согласился отложить выставку до 1 октября 2021 г. — 31 марта 2022 г., а затем провести дистанционное голосование на общем собрании. Никаких предложений об изменении названия выставки нет..
4 мая 2020 года МББ объявило, что порог для согласия на отсрочку был пройден, хотя голосование должно было начаться до 29 мая. В 18:00 по парижскому времени 29 мая решение было подтверждено, а название Expo 2020 Dubai было сохранено. Новые даты объявлены с 1 октября 2021 года по 31 марта 2022 года.

## Цена билета
Обычные однодневные билеты на выставку стоят от 45 AED, трёхдневные — 195 AED, на финал сезона добавили трехмесячный билет — 195 AED. Для студентов любого возраста билеты бесплатны, для молодёжи от 12 до 17 лет предоставляется 50%-ая скидка на вход. Выставка предоставляет бесплатный доступ детям до 12 лет и взрослым от 60 лет и старше. Людям с ограниченными возможностями также разрешён бесплатный вход, и опекун также может посещать их за половину стоимости билета.